# ديزي جوجادا نابالتاري
ديزي جوجادا نابالتاري (بالإنجليزية: Daisy Jugadai Napaltjarri)‏ (و. 1955 – 2008 م) هي رسامة أسترالية، ولدت في Haasts Bluff, Northern Territory ‏، توفيت عن عمر يناهز 53 عاماً.